# Liste der Baudenkmale in Rosenow
In der Liste der Baudenkmale in Rosenow sind alle denkmalgeschützten Bauten der Gemeinde Rosenow (Mecklenburg-Vorpommern) und ihrer Ortsteile aufgelistet. Grundlage ist die Veröffentlichung der Denkmalliste des Landkreises Mecklenburgische Seenplatte (Auszug) vom 20. Januar 2017.

## Baudenkmale nach Ortsteilen

### Rosenow
| ID  | Lage                             | Bezeichnung                 | Beschreibung | Bild           |
| --- | -------------------------------- | --------------------------- | ------------ | -------------- |
| 929 | B 104 (beim Bahnübergang Kleeth) | Meilenstein (Meilenobelisk) |              |                |
| 930 | Kastorfer Weg (Karte)            | Kirche mit                  |              | Weitere Bilder |
| 930 | (Karte)                          | Friedhof,                   |              |                |
| 930 | (Karte)                          | Feldsteintrockenmauer,      |              |                |
| 930 |                                  | Torpfeilern,                |              |                |
| 930 | Schulstraße (Karte)              | Trauerhalle,                |              |                |
| 930 |                                  | Grabmal Annemarie Fuhrmann  |              |                |
| 931 | Schulstraße                      | Kriegerdenkmal 1914/18      |              |                |
| 932 | Kastorfer Weg 11, 12             | Bauernhaus mit              |              |                |
| 932 |                                  | Scheune und                 |              |                |
| 932 |                                  | Stallscheune                |              |                |

### Luplow
| ID  | Lage                            | Bezeichnung                                          | Beschreibung | Bild           |
| --- | ------------------------------- | ---------------------------------------------------- | --- | -------------- |
| 696 | Voßfelder Straße 37, 38         | Landarbeiterhaus                                     | |                |
| 696 | Lindenallee 8                   | Gutsanlage mit                                       | |                |
| 697 | (Karte)                         | Gutshaus,                                            | 1-gesch., 9-achs., sanierter Putzbau von um 1730 mit 2-gesch. Zwerchgiebel und Mansarddach; Gut der Familie von Voß (1292 bis 1945). | Gutshaus,      |
| 697 | (Karte)                         | Park,                                                | |                |
| 697 |                                 | Eiskeller,                                           | |                |
| 697 |                                 | Wirtschaftsgebäude I,                                | Torhaus 1987 abgerissen |                |
| 697 |                                 | Wirtschaftsgebäude II,                               | |                |
| 697 | Lindenallee 1, 2                | Wirtschaftsgebäude III,                              | |                |
| 697 | Lindenallee 3                   | Wirtschaftsgebäude IV                                | |                |
| 698 | Voßfelder Straße 48, 49 (Karte) | Kirche mit                                           | Feldsteinbau mit Rotsteinelementen in den Laibungen und an den Giebeln; gotisches Langhaus möglicherweise von um 1500; Chorgiebel mit 9 Blenden und Fialtürmchen; 3-gesch. quadr. neugotischer, schindelgedeckter Turm von 1910 mit spitzem Helm; südl. Anbau mit fünf Fialen im Giebel; freistehende Sakristei und Winterkirche; klassizistischer Altar, Kanzel mit den Jahreszahlen 1617 und 1728. | Weitere Bilder |
| 698 | (Karte)                         | Friedhof                                             | |                |
| 698 |                                 | Mausoleum                                            | |                |
| 698 |                                 | Grabstätte Krusemann/Becker mit fünf Kreuzen         | |                |
| 698 |                                 | Grabstätte von Voss mit Christusfigur und Grabgitter | |                |

### Schwandt
| ID  | Lage                            | Bezeichnung            | Beschreibung                                                         | Bild           |
| --- | ------------------------------- | ---------------------- | -------------------------------------------------------------------- | -------------- |
| 954 | Platz der Zukunft 3 (Karte)     | Gutsanlage mit         | Unsanierter, 2-gesch., 10-achs. Ziegelbau mit 3.gesch. Mittelrisalit | Weitere Bilder |
| 954 | Platz der Zukunft 3, 4          | Verwalterhaus,         |                                                                      |                |
| 954 |                                 | Kuhstall,              |                                                                      |                |
| 954 |                                 | Kutschenhaus,          |                                                                      |                |
| 954 | Platz der Zukunft 2, 2a, 2b, 2c | Stallspeicher,         |                                                                      |                |
| 954 | Platz der Zukunft 2b            | Pumpenhaus,            |                                                                      |                |
| 954 |                                 | Park,                  |                                                                      |                |
| 954 |                                 | Mauer                  |                                                                      |                |
| 955 | Seestraße (Karte)               | Kirche                 |                                                                      | Weitere Bilder |
| 956 | Seestraße                       | Kriegerdenkmal 1914/18 |                                                                      |                |

### Tarnow
| ID   | Lage                                    | Bezeichnung             | Beschreibung | Bild                    |
| ---- | --------------------------------------- | ----------------------- | --- | ----------------------- |
| 1079 | Rosenower Straße (Karte)                | Kirche mit              | Fachwerkkirche mit Glockenstuhl aus dem 18. Jahrhundert, freistehender Glockenstuhl. Innen: flache Decke, schlichte Ausstattung. | Weitere Bilder          |
| 1079 |                                         | Glockenstuhl,           | | Weitere Bilder          |
| 1079 |                                         | Glocke von 1760,        | |                         |
| 1079 | (Karte)                                 | Friedhof,               | |                         |
| 1079 |                                         | Mauer und               | |                         |
| 1079 |                                         | Grabstätte Wendenburg   | |                         |
| 1080 | Briggower Weg                           | Park des Gutes          | |                         |
| 1081 | Rosenower Straße 20                     | Schmiede                | |                         |
| 1082 | Rosenower Straße/Speicherstraße (Karte) | Stallspeicher des Gutes | | Stallspeicher des Gutes |

## Quelle
- Karte der Baudenkmale im Geoportal des Landkreises